# Ecliptopera subapicalis
Ecliptopera subapicalis är en fjärilsart som beskrevs av Swinhoe 1894. Ecliptopera subapicalis ingår i släktet Ecliptopera och familjen mätare. Inga underarter finns listade i Catalogue of Life.